# Eredivisie 1997-98
La Eredivisie 1997-98 fue la 42.ª edición de la Eredivisie. El campeón fue el Ajax Ámsterdam, conquistando su 19.ª Eredivisie y el 27.° título de campeón de los Países Bajos.

## Tabla de posiciones
| Pos. | Equipo              | PJ | PG | PE | PP | Pts. | GF  | GC  | Dif. | Notas                                            |
| ---- | ------------------- | -- | -- | -- | -- | ---- | --- | --- | ---- | ------------------------------------------------ |
| 1    | Ajax Ámsterdam 1    | 34 | 29 | 2  | 3  | 89   | 112 | 22  | +90  | Liga de Campeones                                |
| 2    | PSV Eindhoven 1     | 34 | 21 | 9  | 4  | 72   | 95  | 44  | +51  | Liga de Campeones Segunda ronda de clasificación |
| 3    | Vitesse             | 34 | 21 | 7  | 6  | 70   | 85  | 48  | +37  | Copa de la UEFA                                  |
| 4    | Feyenoord Rotterdam | 34 | 18 | 7  | 9  | 61   | 62  | 40  | +22  | Copa de la UEFA                                  |
| 5    | Willem II           | 34 | 17 | 4  | 13 | 55   | 66  | 58  | +8   | Copa de la UEFA                                  |
| 6    | Heerenveen 1        | 34 | 16 | 7  | 11 | 55   | 56  | 59  | -3   | Recopa de Europa                                 |
| 7    | Fortuna Sittard     | 34 | 14 | 6  | 14 | 48   | 51  | 53  | -2   | Copa Intertoto Tercera ronda                     |
| 8    | NEC Nijmegen        | 34 | 14 | 2  | 18 | 44   | 40  | 57  | -17  |                                                  |
| 9    | Twente              | 34 | 11 | 10 | 13 | 43   | 41  | 42  | -1   | Copa Intertoto Segunda ronda                     |
| 10   | Utrecht             | 34 | 13 | 4  | 17 | 43   | 56  | 64  | -8   |                                                  |
| 11   | De Graafschap       | 34 | 11 | 9  | 14 | 42   | 45  | 49  | -4   |                                                  |
| 12   | NAC                 | 34 | 12 | 6  | 16 | 42   | 41  | 49  | -8   |                                                  |
| 13   | Sparta Rotterdam    | 34 | 10 | 11 | 13 | 41   | 50  | 59  | -9   |                                                  |
| 14   | Roda JC             | 34 | 10 | 8  | 16 | 38   | 44  | 45  | -1   |                                                  |
| 15   | MVV                 | 34 | 9  | 5  | 20 | 32   | 35  | 75  | -40  |                                                  |
| 16   | RKC Waalwijk        | 34 | 8  | 7  | 19 | 31   | 48  | 71  | -23  | 2                                                |
| 17   | Groningen           | 34 | 7  | 10 | 17 | 31   | 42  | 65  | -23  | 2                                                |
| 18   | Volendam            | 34 | 5  | 6  | 23 | 21   | 33  | 102 | -69  | Descenso a la Eerste Divisie                     |

PJ = Partidos jugados; PG = Partidos ganados; PE = Partidos empatados; PP = Partidos perdidos; Pts = Puntos; GF = Goles a favor; GC = Goles en contra; DG = Diferencia de goles
1 Ajax también ganó la Copa de los Países Bajos, teniendo así el doblete. Ajax participará en la Liga de Campeones, al igual que el finalista PSV. sc Heerenveen, el ganador del tercer puesto, jugaría en la Recopa. 

2 RKC permanece en la Eredivisie después de ganar los play-offs de descenso. FC Groningen pierde y desciende.

## Play-offs de ascenso y descenso
Grupo 1
| Pos. | Club         | PJ | PG | PE | PP | Pts. | GF | GC |                                |
| 1    | RKC Waalwijk | 6  | 4  | 2  | 0  | 14   | 15 | 5  | Permanece en la Eredivisie     |
| 2    | FC Eindhoven | 6  | 1  | 3  | 2  | 6    | 8  | 11 | Permanece en la Eerste Divisie |
| 3    | ADO Den Haag | 6  | 0  | 5  | 1  | 5    | 5  | 8  | Permanece en la Eerste Divisie |
| 4    | FC Emmen     | 6  | 0  | 4  | 2  | 4    | 11 | 15 | Permanece en la Eerste Divisie |

Grupo 2
| Pos. | Club               | PJ | PG | PE | PP | Pts. | GF | GC |                               |
| 1    | Cambuur Leeuwarden | 6  | 4  | 2  | 0  | 14   | 15 | 8  | Asciende a la Eredivisie      |
| 2    | FC Zwolle          | 6  | 2  | 2  | 2  | 8    | 8  | 9  |                               |
| 3    | FC Groningen       | 6  | 1  | 2  | 3  | 5    | 9  | 12 | Desciende a la Eerste Divisie |
| 4    | FC Den Bosch       | 6  | 1  | 2  | 3  | 5    | 7  | 10 |                               |